# 山中良元
山中 良元（やまなか よしもと、寛永7年（1630年）- 寛文6年（1666年）10月4日）は、日本の江戸時代の商人。鴻池村山中総本家の3代目当主。出雲国の戦国武将山中幸盛の曾孫。山中元英（新右衛門）の長男。通称は（3代）山中新右衛門と称した。
墓所は兵庫県伊丹市鴻池の慈眼寺境内墓地にある。法号は無参円徹居士。享年37。

## 生涯
山中幸元の七男である山中元英の長男として生まれた。元和5年（1619年）に山中家（鴻池屋）の始祖である祖父の山中幸元は、大坂・久宝寺町松屋町に出て酒造業をなして出世し、豪商となったが、鴻池村の本家は父である元英が相続した。幸元以降の歴代の山中総本家の当主は、山中新右衛門の通称を継承した。